# Dolby NR
Dolby NR (noise reduction system)

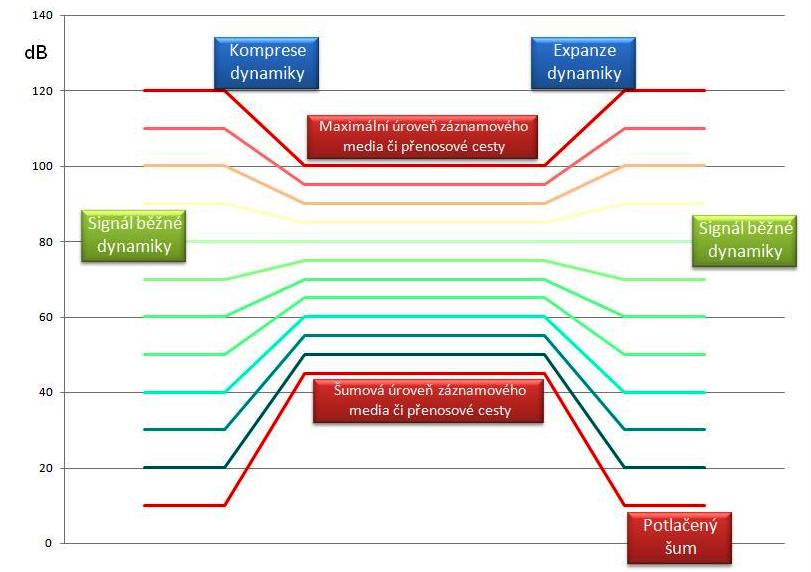
Průběh dynamického rozsahu signálu od jeho vzniku, přes přenosovou či záznamovou cestu až k jeho reprodukci.

je řada systémů potlačení šumu, vyvinutých společností Dolby Laboratories. Používají řízené komprese dynamiky signálu při záznamu zvuku na analogové magnetické pásky a následně řízené expanze dynamiky signálu při reprodukci.

Tím bylo dosaženo zlepšení poměru signál/šum a lepší věrnosti signálu. První typ Dolby A byl vyvinut v roce 1965, nejznámější Dolby B v roce 1968, v roce 1986 jako poslední v analogové řadě vzniklo Dolby Spectral Recording (SR), které zcela ovládlo 35mm filmovou produkci.

## Princip
Hlavní myšlenka spočívá na zjištění, že bílý šum, který působí rušivě při poslechu, se na magnetických páskách projevuje nejvíce na vyšších kmitočtech (nad 1 kHz). Před nahráním na pásku je proto v předzesilovači upraven signál tak, aby vyšší kmitočty byly více zesíleny. Díky tomu mají po zaznamenání na magnetickou pásku vyšší odstup od jejího šumu. Při přehrávání je signál upraven tak, aby získal původní dynamiku. S potlačením vyšších kmitočtů na původní úroveň je potlačen i šum. Tím se získá výrazně větší odstup signálu od šumu média, než by bylo možno získat jen prostým nahráním bez úprav.
Jednotlivé verze Dolby NR se liší průběhem křivky, popisující úpravu signálu a tím také mírou získaného odstupu signálu od šumu.

## Dolby A
Dolby A bylo původně určeno pro studiovou elektroniku při nahrávání zvuku, kde nalezlo od roku 1965 široké uplatnění, poté se rozšířilo i do filmového průmyslu při nahrávání a reprodukci akustického doprovodu k filmům.

Akustické pásmo bylo rozděleno do několika dílčích frekvenčních pásem, dynamika každého pásma byla řízena a upravována samostatně, poté byl signál opět sloučen do jednoho akustického pásma. Takto pořízený záznam míval značně rozdíly komprese mezi jednotlivými zpracovávanými částmi akustického pásma.
Při ručním nastavení záznamu se prováděl o nastavených hodnotách záznamu zápis, bez kterého byla nahrávka do originální podoby neobnovitelná, a zápis o nastavených hodnotách při záznamu musel být nedílnou součásti nahrávky.

## Dolby B
Dolby B bylo určeno pro spotřební elektroniku,

kde nalezlo široké uplatnění napříč celým spektrem výrobků, od drahých zařízení až po zařízení levná.

Dolby B bylo ochuzenou verzí Dolby A, komprese dynamiky signálu při záznamu a následná expanze dynamiky signálu při přehrávání se prováděla pouze na vyšších frekvencích akustického pásma, které nebylo děleno.
Řízení bylo prováděno vždy plně automaticky, jednotlivé charakteristiky se mohly lišit v návaznosti na použitý záznamový materiál a rychlost posuvu magnetického pásku.

## Dolby C
Dolby C vzniklo později a bylo odvozeno od Dolby B, bylo určeno pro spotřební elektroniku používající magnetofonové kazety, které postupně vytlačovaly cívkové magnetofony.

Zde se více negativně projevoval vliv špatně nastavené či opotřebované záznamové a snímací hlavy, v důsledku čehož by docházelo ke zhoršení věrnosti signálu, proto se Dolby C používalo a používá spíše pro kvalitní a dražší zařízení. Rozvoj materiálů pro kazety vedl k dalším změnám záznamových a přenosových charakteristik.
Při kopírováni dolbyovaných nahrávek a potřebě přehrávání kopie opět systémem Dolby C je vhodnější pořizovat kopii bez použití systému Dolby tedy 1:1.